# Tanja Jess
Tanja Jess (Karlsruhe, 6 januari 1967) is een Nederlands actrice en presentatrice van Duitse afkomst.

## Biografie
Jess werd in West-Duitsland geboren als dochter van een hoogleraar elektrotechniek en een kunstschilderes. Ze heeft één zus. Toen Jess vijf was, verhuisde het gezin naar Nederland, waar ze opgroeide in Nuenen. Jess is getrouwd met de bijna twaalf jaar jongere presentator en zanger Charly Luske. Het paar heeft een zoon en een dochter. In 2018 kreeg Jess de Nederlandse nationaliteit.

## Carrière
Na haar theateropleiding aan De Trap/Het Collectief waarvan zij in 1995 afstudeerde, brak Jess in 1996 door bij het grote publiek met haar rol als 'Katja van Dijk' in de serie Unit 13. Daarna speelde zij in Goede tijden, slechte tijden en had ze de hoofdrol in Bon bini beach en vertolkte ze diverse gastrollen in series als Wildschut & De Vries, Toen was geluk heel gewoon en Bradaz. Ook vertolkte Jess de rol van 'Mandy' in de musical 'Boyband' waar zij haar huidige partner Charly Luske ontmoette. Met hem trouwde ze op 9 augustus 2008 in Nuenen. Verder speelde zij in diverse speel- en tv-films. In de periode 2008 - 2010 speelt ze de hoofdrol in de regiosoap Wolfseinde van Omroep Brabant.
In 2010 werd de eerste reeks van de AVRO serie Bloedverwanten uitgezonden waarin Jess de rol van Fien Zwager speelt. In het najaar 2014 werd de derde reeks van deze serie uitgezonden. Later tourde ze met een spin-off van deze serie, Bloedverwanten;Vergetelheid, samen met Derek de Lint,  Sakia Temmink en Henriette Tol langs de Nederlandse theaters. 

### Presenteren
In 2000, na haar vertrek uit Goede Tijden Slechte Tijden, begon Jess naast het acteren ook een carrière als presentatrice. Ze presenteerde een jaar lang het filmprogramma van Canal+ en in 2005-2006 presenteerde zij diverse programma's voor omroep Veronica: o.a. Temptation Island, Paradise Hotel en Undercover Lover.  Vanaf 2013 presenteert ze, samen met Winston Post en Beertje van Beers, het tv-programma 'Altijd Jong' bij RTL 4. In 2015 presenteerde ze samen met Patrick Martens de wekelijkse talkshow RTL Breakfast Club.
Jess was een jaar (2008-2009) op 100%NL te horen met haar eigen radioprogramma.

### Andere werkzaamheden
Jess heeft, als tot dan toe enige ter wereld, naakt geposeerd in twee opeenvolgende edities van Playboy Magazine, in zowel december 2000 als januari 2001.
In 2012 was Jess deelnemer in het programma Maestro, waarin deelnemers zonder dirigeerervaring streden om de gouden baton voor de beste dirigent. Tanja Jess werd tweede achter Lenette van Dongen.
Voor 100%NL Magazine schrijft zij een vaste, maandelijkse column.
Op 18 april 2014 lanceerde Tanja Jess haar boek 'de Mama Match' dat zij samen met vriendin en collega Anousha Nzume schreef.
Sinds 2021 heeft Jess haar eigen podcast, Kaarten Op Tafel, waarin ze met bekende vrouwen van diverse achtergronden en uit verschillende generaties praat over de onderwerpen die hen verbinden en elke vrouw in haar leven tegenkomt. 
Ook is Jess een van de Diversiteitsambassadeurs van de stad Almere en is zij ambassadeur van de NVVN. 
Sinds 2022 schuift zij regelmatig aan als Duo van Dienst bij de actualiteiten praatprogramma Khalid & Sophie.
In januari 2025 ontving Jess de Bob Angelo-penning van lhbti-belangenorganisatie COC Nederland.

## Filmografie
Televisieserie:
- Baantjer (RTL 4, 1996) in De Cock en de moord op de Wallen, als Jadwiga Kerenski / (2002) in De Cock en de dode duivenmelker, als Tineke Toolen
- Unit 13 (VARA, 1996) als Katja van Dijk
- Zonder Ernst (NCRV, 1997) in Kind noch Kraai als moeder
- Goede tijden, slechte tijden (RTL 4, 1997-2000/ 2000-2001) als Bowien Galema en Yolanda Vermeulen
- Wildschut & De Vries (SBS6, 2000) als Cleo
- Ben zo terug (VARA, 2000) in Positief denken als Annette
- Toen was geluk heel gewoon (KRO, 2001) als Brunhilde
- Costa! (BNN, 2001 & 2002) als Diana
- Bon bini beach (Yorin, 2002) als Sanne
- Onderweg naar Morgen (Yorin, 2004-2005) als Marjolein Curie
- Hotnews.nl (Jetix, 2005) in "Vals Geld" als Hella
- Grijpstra & De Gier (RTL 4, 2007) in Für Elise als Astrid Denekamp
- Puppy Patrol (KRO-NCRV, 2008) als Russische filmster
- Wolfseinde (Omroep Brabant, 2008 & 2010) als Monique van Someren, burgemeester van de gemeente Wolfseinde
- Flikken Maastricht (TROS, 2009) in Valse liefde als Angelique van Thor
- Bloedverwanten (AVRO/AVROTROS, 2010-2012 & 2014) als Fien Zwager-Berkhout
- SpangaS (NCRV, 2010-2011) als Dionne Vermeulen
- Van God Los (BNN, 2011) als Hanneke
- Aspe (VTM, 2011) als Kristien Korijn
- Trollie (KRO-NCRV, 2015) als Wendelien[3]
- Centraal Medisch Centrum (RTL 4, 2016) als Jellie
- Vechtershart (BNN, 2017) als Petra
- De Spa (Net5, 2017) als Diana
- Mees Kees (AVROTROS, 2017) als moeder Lotte
- Flikken Maastricht (AVROTROS, 2021) als Stephanie van Schleich

Film:
- Novellen: Hollandse held (Televisiefilm, VPRO, 1996) als Vriendin van Freddy
- Goede tijden, slechte tijden: De reünie (Televisiefilm, RTL 4, 1998) als Bowien Galema
- Loenatik: De moevie (2002) als Chantal
- Kees de jongen (2003) als tante Jeanne
- Shouf Shouf Habibi! (2004) als Maja
- Leef! (2005) als Jolande
- Hannahannah (Telefilm, KRO, 2007) als José
- Penny's Shadow (2011) als Daphne
- Mijn opa de bankrover (2011) als Elles de Haan
- Rio (2011) als Linda (stem)
- De Gelaarsde Kat (2011) als Imelda (stem)
- Rio 2 (2014) als Linda (stem)
- Oh Baby (2017) als kinderarts
- Gewoon vrienden (2018) als Simone
- De zitting (2021) als Wendell Ploch
- Liefde zonder grenzen (2021) als headhunter Ula

## Presentatrice
- Avant Première - 2001-2002, Canal+
- Temptation Island - 2005-2006, Veronica
- Paradise Hotel - 2005, Veronica
- Undercover Lover - 2006, Veronica
- Perfect live-finale - 2005, Veronica
- Altijd Jong - 2013-2014, RTL 4
- Ik word moeder - 2013 & 2015, RTL 8
- Shopping & Lifestyle - 2014, SBS6
- RTL Breakfast Club - 2015-2016, RTL 4

### Radio
- Sky Radio - 2005-2008 (station voice)
- 100%NL - 2008-2010 (dagelijks programma)

## Overig
- Boyband, musical/theater - Mandy (2000-2001)
- Cut It Out - vast panellid (Veronica, 2005)
- Ranking the Stars - kandidaat (BNN, 2009)
- Maestro - kandidaat,  finalist (AVRO, 2012)
- Ik hou van Holland - kandidaat (RTL 4, 2012)
- De Jongens tegen de Meisjes - kandidaat (RTL 4, 2012)
- Wat vindt Nederland? - kandidaat (RTL 4, 2013)
- Vier handen op één buik - kandidaat (BNN, 2013, 2014)
- De Kist - gast (EO, 2015)
- Bloedverwanten; Vergetelheid, theatervoorstelling - Fien (2015-2016)
- Dronemasters - kandidaat, finalist (SBS6, 2018)
- Groeten uit 19xx - deelnemer met haar gezin (RTL 4, 2018)
- Een goed stel hersens - deelneemster (RTL 4, 2018)
- Code van Coppens: De wraak van de Belgen - deelnemers-duo met Charly Luske (SBS6, 2022)
- Mijn Man Begrijpt Me Niet, theatervoorstelling - Wendoline (2020-2021)
- Lettrix - kandidaat (SBS6, 2023)
- Upside Down - deelneemster (Videoland, 2023)
- In the Picture - deelneemster (SBS6, 2025)
- Lieve Heleen - gast (Net5, 2025)